# 구로동맹파업
구로동맹파업(九老同盟罷業)은 1985년 6월 24일 구로공단의 노동조합들이 연대하여 벌인 파업이다. 한국전쟁 이후 대한민국에서 일어난 최초의 동맹파업이었다.

## 배경

### 고속성장의 그늘
대한민국은 1970년대 급속도의 경제성장을 이루었으나 경제성장의 한 축이었던 노동자들의 노동조건은 매우 열악하였다. 특히 당시 주된 산업이었던 가발, 섬유, 봉제, 의류와 같은 노동현장에서는 어린 여성 노동자들이 하루 14시간에서 16시간, 한 달에 28일을 노동에 시달리면서도 임금은 매우 적게 받았다. 또한 노동환경도 열악하여 많은 여성 노동자들이 결핵과 같은 질병을 앓았다. 이런 상황 속에서 1970년 전태일은 노동조건을 개선하기 위해 백방으로 노력하였으나 구조적인 한계를 절감하고 "근로기준법을 준수하라"는 말과 함께 분신하였다.
전태일의 분신은 사회에 큰 충격을 주었으며 노동자의 권익을 찾고자 하는 노력이 시작되었다. 그러나 제3공화국 이래 대한민국의 군사독재 정부는 노동조합의 활동을 공공연히 탄압하여 왔다. 정부는 YH노동조합 사건과 같이 노동조합의 단체행동에 대해 경찰을 동원하여 해산하였다. 한편, 노동조합을 결성하였다가 해고된 노동자들은 블랙리스트에 올라 다른 직장을 구하는 데 차별을 받았다. 뿐만 아니라 갖은 이유를 들어 노동조합의 결성 자체를 불법화하였다.
뒷날 선일섬유 노동조합 위원장으로 구로동맹파업에 참여하였던 김현옥은 당시의 노동현장을 다음과 같이 회고한다.
| “ | 내가 범양염직에 입사한 것이 72년 11월이었다. 그 때가 한참 난방용 스팀을 땔 때인데 한 달에 서너번은 스팀이 고장나서 물이 바닥에 넘쳤다 그러면 우리 시다들은 그 언 물을 맨발로 다 퍼야했고 …… 한참 바쁘게 돌 때면 새벽 4시 퇴근이 예사였다. 저녁 8시 퇴근은 꿈도 못 꿨다. …… 휴일도 한 달에 첫째 셋째 일요일 뿐이었고……일당은 하루 130원에서 140원이었다. | ” |
|   | — 김현숙 |   |

### 민주노조의 결성
1980년대 초가 되어도 노동환경은 크게 달라지지 않았다. 하지만 당시 많은 노동자들이 야학 등의 교육을 통해 자신들의 불합리한 처지를 개선시키기 위해 노동조합을 결성하여야 한다는 것을 깨닫게 되었으며, 이들은 사측에서 이름만 걸어놓거나 협력적인 사람들로 구성된 이른바 '어용노조'를 대신할 민주노조를 결성하기 시작한다. 그리하여 1984년 6월 9일에는 대우어패럴 노동조합이 결성되었고, 같은 해 6월 11일에는 선일섬유 노동조합이 결성되었다.
당시 결성된 섬유산업 노동조합이었던 대우어패럴 노동조합, 선일섬유 노동조합, 효성물산 노동조합은 서로 합동교육 등을 통해 교류하고 있었다. 이와 같은 교류는 대우어패럴 노조위원장의 구속에 대해 이들 노동조합이 동맹파업으로 맞설 수 있는 힘을 제공하였다.

### 노동탄압
전두환 정권은 이러한 민주노조 운동을 탄압하였다. 그러자 1983년 구로공단의 노동자들은 독재정권의 노동탄압과 블랙리스트의 철폐를 요구하기 시작했다. 1984년 3월 10일 노동조합 활동을 이유로 해고된 노동자들을 중심으로 한국노동자복지협의회가 결성되어 노동자의 권익개선을 위한 운동을 시작하였다. 한편, 같은 해 9월과 10월에는 전태일의 분신을 계기로 창립되었던 청계피복노동조합의 합법화를 요구하는 시위가 일어나기도 하였다.
이와 같이 노동자들이 노동권의 보장을 요구하는 움직임이 커져가던 1985년, 정부가 대우어패럴 노동조합 위원장이었던 김준용과 사무국장, 여성부장을 구속하자 구로공단의 노동조합들은 동맹파업을 결의하게 된다.

## 경과

### 파업
1985년 6월 24일 위원장이 구속된 대우어패럴 노동조합은 당시 미싱사로 위장취업했던 심상정 등의 주도로 파업에 돌입하였다. 이에 연대하여 선일섬유, 효성물산, 가리봉전자 등의 노동조합이 파업에 나섰다. 이외에 부흥사, 세진전자, 룸코리아, 남성전기 등 구로공단의 많은 노동조합이 파업에 참여하였다.
파업에 참여한 노동조합들은 1983년부터 세워진 민주노조들이었으며 이들은 대우어패럴 노동조합 간부의 구속을 민주노조에 대한 탄압으로 인식하였으며, 바로 다음에는 자신들이 그와 같은 처지에 처하게 될 것이라는 위기감을 느꼈다. 당시 노동조합들은 이를 '민주노조 각개격파의 신호탄'으로 받아들였다.
당시 동맹파업은 구속된 대우어패럴 노조위원장의 석방과 함께 블랙리스트의 철폐, 노동권의 보장 등도 요구하였다. 전두환 정권은 경찰을 동원하여 파업 해산에 나서는 한편 30여명의 노동자를 구속하였다.

### 결과
구로동맹파업은 대우어패럴이 구사대를 조직하여 파업노동자를 폭력적으로 해산시킴으로써 1주일 만에 끝났다. 공장은 무기한 휴업에 들어갔으며 파업을 주도한 44명의 노동자가 구속되었다. 구속된 노동자들은 불법파업을 벌였다는 이유로 유죄판결을 받았다.
파업의 결과 1천여 명의 노동자가 해고되었다. 노동조합 운동가들은 기업별 노동조합이 권력 앞에 무력할 수 밖에 없음을 깨닫고 노동조합의 연대를 모색하게 되었다. 노동조합 활동가들은 심상정, 김문수 등을 중심으로 서울노동운동연합을 결성하였고 이는 이후 대한민국 노동운동의 방향에 많은 영향을 미치게 되었다.
한편, 파업 이후 구속되지 않은 노동운동가들은 길게는 10년에 걸친 수배생활을 해야 했다. 심상정의 경우에는 1993년에 재판에 기소되어 징역 1년, 집행유예 2년의 형을 선고 받았다. 이후 2001년 2월 정부는 구로동맹파업을 민주화운동으로 인정하고, 당시 사건 관련자들의 명예를 회복하였다.

## 평가
구로동맹파업은 한국전쟁 이후 대한민국에서 일어난 최초의 동맹파업으로서 이후 대한민국 노동운동에 많은 영향을 주었다. 노동운동가들은 단순한 급여의 인상이나 노동조건의 협상과 같은 경제적 운동 만으로는 노동자의 권리를 제대로 보장받을 수 없다고 판단하게 되었고, 민주화운동과 같은 사회개혁에 많은 관심을 갖게 되었다. 그리고 기업별 노동운동의 한계를 절감하고 노동조합의 연대를 위해 노력하였다. 이를 위해 노동운동가들은 서울노동운동연합을 결성하기도 했으며, 이후 1987년 민주화 운동과 총파업을 끝으로 이들의 노력은 결실을 맺게 되었다. 한편, 전국노동조합협의회와 같은 전국적인 규모의 노동조합 연대가 이루어지기도 하였다.

## 같이 보기
- 심상정
- 김문수
- 서울노동운동연합